# ИИФ Сундсвал
Имнастик ок Идротсфьоренинген Сундсвал (на шведски: Gymnastik- och Idrottsföreningen Sundsvall) е шведски футболен отбор от едноименния град Сундсвал. 
Състезава се във второто ниво на шведския футбол групата Алсвенскан.